# Manuel Marqués y Carles
Manuel Marqués y Carles fue un pintor español del siglo XIX.

## Biografía
Nacido en Tortosa, fue premiado con medalla de plata en el certamen de pinturas de la Academia Bibliográfica-Mariana de Lérida. En la Exposición Universal de Barcelona habría presentado un paisaje de Luterhaven  [sic], y en la general de Bellas Artes de 1891 un cuadro al óleo representando un joven catalán. Estuvo casado con Filomena García Despax, fallecida, ya viuda, en 1911, y fue padre del también pintor José María Marqués y García.